# Grau (hidrografia)

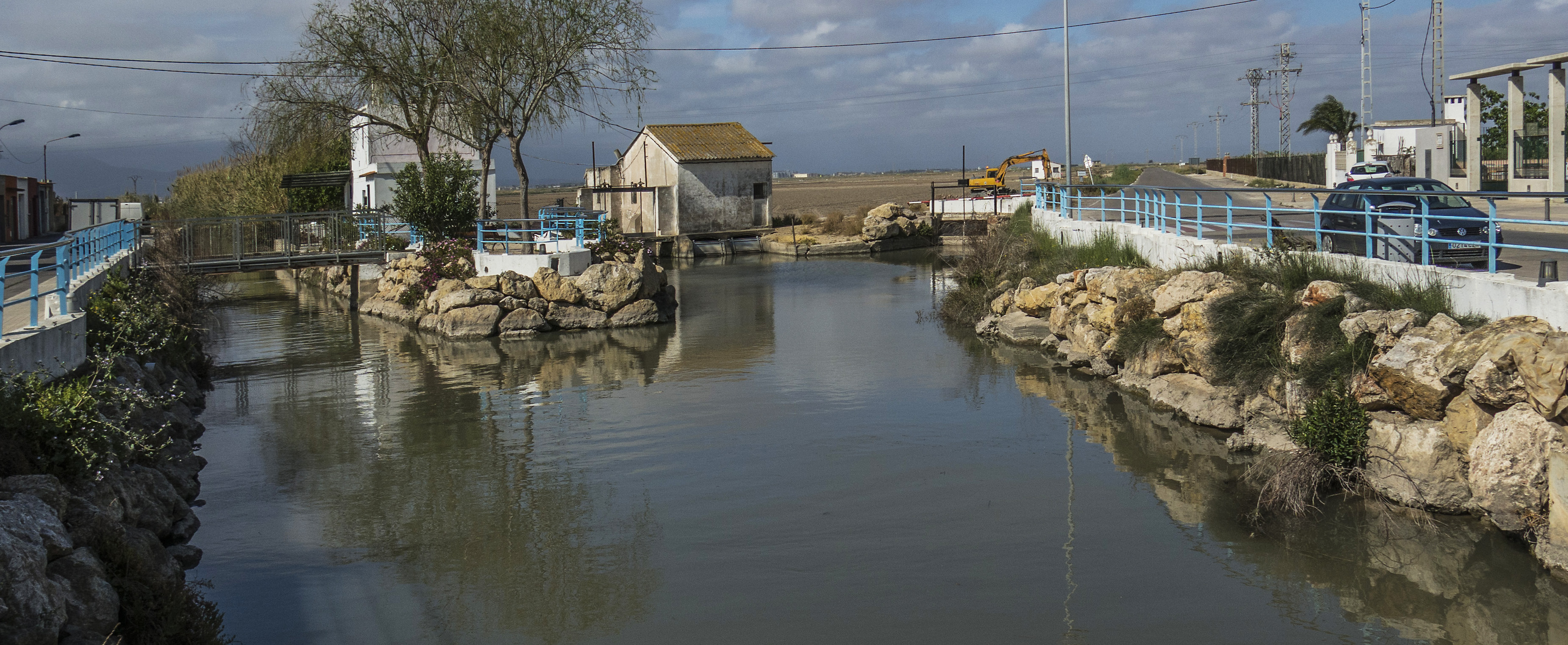
Mirador del Favat (País Valencià), gola del Mareny de Barraquetes

Un grau o gola és un punt de la costa que serveix de desembarcador o petit estret que comunica una albufera o riu amb la mar. Sovint origina barris marítims pel desdoblament portuari d'un poble o una ciutat, que sol estar situada a una distància de menys de 10 km. Este fet, molt usual al golf de València, s'explica per la franja litoral de  marjals palúdiques que des d'antic desaconsellaven l'establiment dels nuclis urbans vora mar. Per això s'establia un terraplè fins a la platja, on era bastit el grau. Podia coincidir amb la desembocadura d'un riu: antigament, el Xúquer, i encara hui el Millars a Almassora, el riu Sec de Betxí a Borriana (Grau de Borriana), el Túria a València (Grau de València) i el Serpis a Gandia (el Grau de Gandia). Els altres graus, els de marjal, estan al nord de València: el Grau Vell de Sagunt, el Grau de Moncofa, i el Grau de Castelló. Actualment els graus d'Almassora i de Moncofa han desaparegut com a ports, mentre que han sigut desafectats els de Borriana i Sagunt, construint-se ports moderns, al nord dels antics graus.